# Diego Rico
Diego Rico Salguero (Burgos, 23 de fevereiro de 1993) é um futebolista espanhol que atua como lateral-esquerdo. Atualmente defende o Getafe.

## Carreira
Em setembro de 2013, Rico foi promovido para a equipe principal do Zaragoza, após a lesão de Abraham Minero, no dia 10 de setembro, jogou a primeira partida como titular, em uma derrota por 1–0 contra o Alavés na Copa del Rey. Quatro dias depois, ele também jogou na vitória por 3–0 sobre o Tenerife na Segunda Divisão Espanhola.
No dia 19 de novembro de 2013, Rico renovou seu contrato com o Zaragoza por cinco anos. No mês seguinte, ele marcou seu primeiro gol como profissional em uma vitória por 2 a 1 sobre o Córdoba.
No dia 17 de agosto de 2016, Rico assinou um contrato de quatro anos com o Leganés, o rumor é de um valor de 1 milhão de euros. Ele fez sua estreia pelo novo clube cinco dias depois, em uma vitória por 1 a 0 sobre o Celta de Vigo.
No dia 24 de julho de 2018, Rico foi oficialmente anunciado pelo Bournemouth.